# Klewiny
Klewiny (deutsch Klewienen, 1938 bis 1945 Tannenwinkel) ist ein Ort in der polnischen Woiwodschaft Ermland-Masuren, der zur Landgemeinde Banie Mazurskie (Benkheim) im Powiat Gołdapski (Kreis Goldap) gehört.

## Geographische Lage
Klewiny liegt im Nordosten der Woiwodschaft Ermland-Masuren, 15 Kilometer südlich der früheren und heute in Russland gelegenen Kreisstadt Darkehmen (1938 bis 1946 Angerapp, russisch Osjorsk) bzw. 14 Kilometer südwestlich der heutigen Kreishauptstadt Gołdap (Goldap).

## Geschichte
Klewinay Neusassen – so hieß der Ort vor 1566, um 1603 Kleminen und bis 1938 Klewienen – bestand vor 1945 vor allem aus einem großen Gut. Im Jahre 1874 wurde der Ort in den neu errichteten Amtsbezirk Rogahlen (polnisch Rogale)  eingegliedert, der – 1939 bis 1945 „Amtsbezirk Gahlen“ genannt – bis 1945 bestand und zum Kreis Darkehmen (1939 bis 1945 „Landkreis Angerapp“) im Regierungsbezirk Gumbinnen der preußischen Provinz Ostpreußen gehörte.
Im Jahr 1910 lebten in Klewienen 136 Menschen. Am 30. September 1928 endete die Eigenständigkeit Klewienens, als der Gutsbezirk in die Landgemeinde Rogahlen eingemeindet wurde. Vom 3. Juni (amtlich bestätigt am 16. Juli) im Jahr 1938 an hieß Klewienen „Tannenwinkel“.
1945 kam der Ort in Kriegsfolge mit dem südlichen Ostpreußen zu Polen und änderte seinen Namen in die polnische Form „Klewiny“. Heute ist er eine Ortschaft im Verbund der Landgemeinde Banie Mazurskie im Powiat Gołdapski, vor 1998 der Woiwodschaft Suwałki, seither der Woiwodschaft Ermland-Masuren zugehörig.

## Religionen
Die vor 1945 mehrheitlich evangelische Bevölkerung Klewienens resp. Tannenwinkels war in die Kirche Rogahlen (1938 bis 1945 Gahlen, polnisch Rogale) im Kirchenkreis Darkehmen/Angerapp in der Kirchenprovinz Ostpreußen der Kirche der Altpreußischen Union eingepfarrt, während die wenigen Katholiken zur Pfarrkirche in Gołdap (Goldap) im Dekanat Masuren II (Sitz: Johannisburg, polnisch Pisz) im Bistum Ermland gehörten.
Heute ist die überwiegend katholische Einwohnerschaft Klewinys in die Kirche in Rogale integriert, einer Filialkirche der Pfarrei in Żabin (Klein Szabienen, 1938 bis 1945 Kleinlautersee) im Dekanat Gołdap im Bistum Ełk (Lyck) der Römisch-katholischen Kirche in Polen. Die hier lebenden evangelischen Kirchenglieder gehören zur Kirchengemeinde in Gołdap, einer Filialkirche der Pfarrei in Suwałki in der Diözese Masuren der Evangelisch-Augsburgischen Kirche in Polen.

## Verkehr
Klewiny liegt am Ende einer Nebenstraße, die von Obszarniki (Abschermeningken, 1938 bis 1945 Almental) an der polnisch-russischen Staatsgrenze über Skaliszkiejmy (Skallischkehmen, 1938 bis 1945 Großsteinau) und Maciejowa Wola (Matzwolla, 1938 bis 1945 Balschdorf) nach hier führt. 